# Lista de meios de comunicação de Campo Grande
Relação dos meios de comunicação da cidade de Campo Grande:

## Mídia por voz e imagem

### Emissoras de rádio
1 AM e 12 FMs comerciais/comunitárias.  
| Rádios AM  | Rádios AM                 | Rádios AM        |
| Frequência | Nome                      | Programação      |
| ---------- | ------------------------- | ---------------- |
| 580 KHz    | Rádio Imaculada Conceição | Música Religiosa |
|            |                           |                  |

| FMs comerciais/comunitárias | FMs comerciais/comunitárias                                          | FMs comerciais/comunitárias                                                           |
| Frequência                  | Nome                                                                 | Programação                                                                           |
| --------------------------- | -------------------------------------------------------------------- | ------------------------------------------------------------------------------------- |
| 91.5 MHz                    | UCDB                                                                 | hits,pop,variada.                                                                     |
| 92,3 MHz                    | Rádio H'ora                                                          | Gospel                                                                                |
| 93.7 MHz                    | CBN                                                                  | Eclética, Hits, Pop                                                                   |
| 94.3 MHz                    | Mega 94                                                              | Eclética, Hits, Pop                                                                   |
| 95.3 MHz                    | Rádio Globo 95.3 FM                                                  | Popular, Pop, Hits, Esporte                                                           |
| 95.9 MHz                    | Capittal                                                             | Sertanejo                                                                             |
| 97.3 MHz                    | Rádio Novo Tempo                                                     | Religioso                                                                             |
| 97.9 MHz                    | FM Cidade                                                            | Popular, Hits, Pop,Sertanejo                                                          |
| 99.1 MHz                    | Rádio Nova FM/Rede Aleluia                                           | Evangélica                                                                            |
| 99.9 MHz                    | Rádio Educativa UFMS                                                 | MPB, POP, Rock                                                                        |
| 101.9 MHZ                   | Rádio Difusora Pantanal                                              | Sertanejo                                                                             |
| 102.7 MHz                   | Blink 102 FM                                                         | Popular, Pop, Hits                                                                    |
| 103.7 MHz                   | Uniderp                                                              | MPB, POP Nacional e Internacional, além de horários dedicados para a Música Clássica. |
| 104.7 MHz                   | Educativa 104 FM                                                     | Eclética, Sertanejo, Raiz, Popular, MPB                                               |
| 105.5 MHz                   | Senado                                                               | Música adulta                                                                         |
| 106.3 MHz                   | Rádio Novo Tempo \| Rádio Segredo \| Rádio Tempus \| Rádio Maracanã) | Faixa Comunitária                                                                     |
| 107,1 MHz                   | Morena FM (Em caráter experimental)                                  | Adulto-contemporâneo                                                                  |

|Rádio Web Morena FM 6 anos no ar- www.radiomorenafm.com.br ou pela Radiosnet #OuvirRadio—- http://l.radios.com.br/r/45118

### Emissoras de televisão

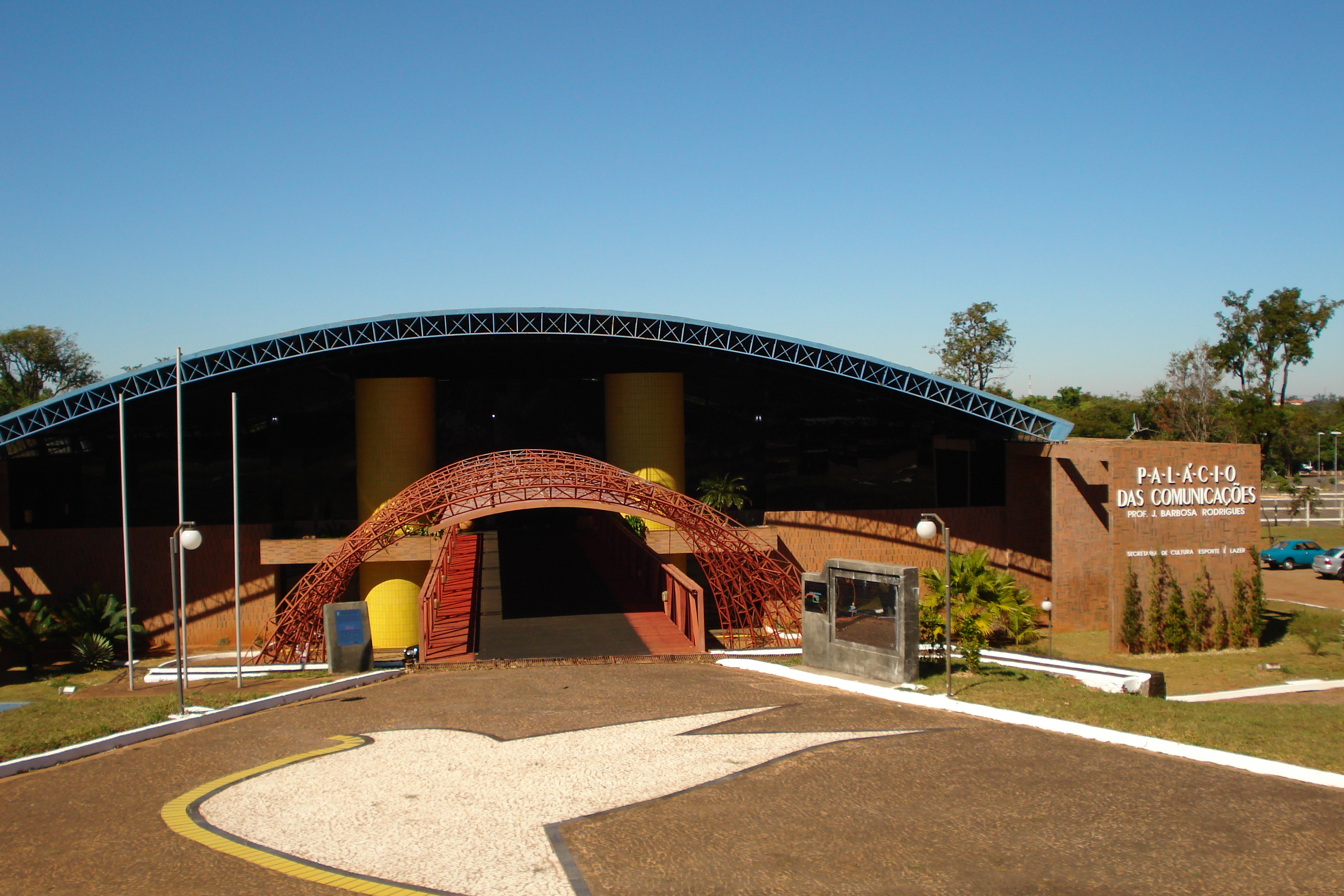
Palácio das Comunicações

Histórico dos Canais de TV de Campo Grande
- 1965
  - Entra no ar a TV Morena, o primeiro canal do atual estado de Mato Grosso do Sul, no canal 6 em 25/12/1965, retransmitindo a TV Record e as extintas TV Excelsior e TV Tupi.
- 1976
  - A TV Morena passa a transmitir o sinal apenas da Rede Globo, em maio de 1976.
- 1980
  - Entra no ar a TV Campo Grande, canal 8, em 11/10/1980, retransmitindo por apenas dez meses a TV Record.
- 1981
  - A TV Campo Grande passa a transmitir o sinal do SBT em 19/08/1981, no dia no nascimento do SBT, que antigamente denominava-se TVS.
- 1984
  - Entra no ar a TVE Regional, canal 4, em 11/10/1984, retransmitindo o sinal da TV Cultura.
- 1987
  - Entra no ar a TV MS, canal 11, em fevereiro de 1987, transmitindo o sinal da extinta Rede Manchete.
- 1989
  - Entra no ar a TV Guanandi, canal 13, em 13/12/1989, retransmitindo desde o início a Rede Bandeirantes.
- 1990
  - A MTV Brasil ergue a sua retransmissora em Campo Grande, no dia de sua fundação, no canal 39 em 20/10/1990.
- 1995
  - A TV MS passa a transmitir o sinal da Rede Record em 08/10/1995, um domingo.
- 1996
  - A TV COM Campo Grande entra no ar pela operadora de TV a cabo MultiCanal pelo canal 10, posteriormente a operadora MultiCanal é vendida para a NET e a TV COM Campo Grande passa a ser transmitida pelo canal 4.
- 2005
  - A TVE Regional desiste do sinal da TV Cultura e passa a transmitir o sinal da TV Brasil.
- 2007
  - A Record News passa a ocupar o canal 52 da capital sul-mato-grossense, no dia de sua fundação, em 27/09/2007.
  - A TVE Brasil é extinta e a TVE Regional passa a transmitir o sinal da TV Brasil, no dia do início das transmissões digitais no Brasil em 02/12/2007. A TVE MS muda de nome, tornando-se TV Brasil Pantanal.
- 2008
  - A TV MS passa por uma reformulação e muda de nome, tornando-se TV MS Record, no dia 25/08/2008.
- 2009
  - A TV Campo Grande é comprada pela Fundação Internacional de Comunicação, de R. R. Soares.
  - A TV Morena passa a transmitir o sinal digital, no canal 30 em 04/05/2009.
  - A TV MS Record passa a transmitir o sinal digital, no canal 32 em 31/12/2009.
- 2011
  - A TV Campo Grande passa por uma reformulação e muda de nome, tornando-se SBT MS, no dia 03/11/2011.

Atualmente
| Digital | Digital | Digital                         |
| Canal   | Virtual | Emissora                        |
| ------- | ------- | ------------------------------- |
| 14      | 15.1    | TV Imaculada Conceição          |
| 19      | 2.1     | CNT                             |
| 20      | 20.1    | TV A Crítica                    |
| 21      | 13.1    | Rede Bandeirantes/TV Interativa |
| 24      | 24.1    | TV Brasil/TV Brasil Pantanal    |
| 25      | 26.1    | TV Canção Nova                  |
| 27      | 29.1    | RIT                             |
| 28      | 8.1     | SBT MS SD                       |
| 30      | 6.1     | TV Morena HD                    |
| 32      | 11.1    | TV MS Record SD                 |
| 40      | 39.1    | Ideal TV                        |
| 41      | 41.1    | TV Novo Tempo                   |
| 42      | 4.1     | TV Brasil/TV Brasil Pantanal    |
| 45      | 44.1    | Rede Vida HD                    |
| 47      | 48.1    | TV Aparecida                    |
| 49      | 42.1    | Record News                     |
| 50      | 50.1    | TV Evangelizar                  |

| TV por assinatura |
| ----------------- |
| Sky               |
| Claro TV          |
| Oi TV             |

| Canais Pagos        |
| ------------------- |
| TV COM CAMPO GRANDE |
| TV ASSEMBLÉIA       |
| CANAL UNIVERSITÁRIO |
| CANAL AGROMIX       |
| CONEXÃO MS          |

### Internet
7 provedores, 7 links de eventos e 7 links de variedades.
| Provedores    | Provedores  |
| Provedor      | Abrangência |
| ------------- | ----------- |
| Aero Networks | Local       |
| Alanet        | Local       |
| BRTurbo       | Nacional    |
| Enersulnet    | Local       |
| Vivo          | Nacional    |
| Top           | Regional    |
| VSP           | Local       |

| Jornais online                    |
| --------------------------------- |
| Top Midia News                    |
| Jornal Midiamax                   |
| Campo Grande News                 |
| MS Esporte Clube                  |
| Capital News                      |
| CG Noticias                       |
| CMN Notícias                      |
| Estado MS News fundado 11/06/2002 |
| Edição de Notícias                |
| Expresso MS                       |
| GNC Net                           |
| GP News                           |
| Interior News                     |
| Informe MS                        |
| Jornal 24 Horas                   |
| MS Notícias                       |
| MS Record (portal)                |
| O Jornal MS                       |
| Oeste News                        |
| TV Morena (portal)                |
| Unifolha                          |
| Horizonte MS                      |
| MS em Foco                        |

| Links de eventos |
| ---------------- |
| Acontece CG      |
| Agenda CG        |
| Badalados        |
| Blitz MS         |
| CultWeb          |
| Emmy             |
| Tanaweb          |
| Viva o MS        |

| Links de variedades |
| ------------------- |
| Campogrande.com.br  |
| Campogrande.net     |
| Estação da Mulher   |
| Guia Cidade Morena  |
| Portal MS           |

## Mídia impressa

### Jornais
19 jornais impressos, sendo 5 diários e 14 semanários.
| Nome                          | Distribuição |
| ----------------------------- | ------------ |
| A Tribuna do Estado           | Semanário    |
| A Crítica de Campo Grande     | Semanário    |
| Boca do Povo                  | Semanário    |
| Correio do Estado             | Diário       |
| Folha do Povo                 | Diário       |
| Folha CG                      | Semanário    |
| Folha de MS                   | Semanário    |
| Jornal de Domingo             | Semanário    |
| Jornal Entrevista             | Semanário    |
| Jornal Imprensa               | Semanário    |
| Jornal Midiamax               | Diário       |
| O Clarim                      | Semanário    |
| O Estado - Mato Grosso do Sul | Diário       |
| O Imparcial                   | Semanário    |
| O Repórter                    | Semanal      |
| Primeira Hora                 | Diário       |
| Tribuna dos Municípios        | Semanal      |
| Última Hora News              | Semanal      |

### Revistas
7 revistas.
| Revista        | Assunto                                                                    |
| -------------- | -------------------------------------------------------------------------- |
| Agente VIP     | Sociedade e moda                                                           |
| Destaque       | Interesse geral                                                            |
| Executivo Plus | Economia (circulação irregular)                                            |
| Impar          | Sociedade e moda                                                           |
| Leia           | Interesse geral                                                            |
| Metrópole      | Interesse geral                                                            |
| UFO            | Extraterrestres e objetos-voadores não-identificados (circulação nacional) |
| Via Moto       | Veículos de duas rodas                                                     |

## Comunicação anônima

### Correios e telégrafos
23 agências. 
| Tipo de agência             | Número de agências |
| --------------------------- | ------------------ |
| Convencionais               | 13                 |
| Franquias                   | 9                  |
| Satélite                    | 1                  |
| Caixas de coleta            | 140                |
| Postos de venda de produtos | 37                 |
| Permissionárias             | 6                  |

### Telecomunicações
O setor de telecomunicações em Campo Grande é atendido da seguinte forma:
Prefixos locais
Campo Grande-sede
- 2525, 30xx: 3025, 3026, 3027, 3028, 3029;
- 33xx: 3311, 3312, 3318, 3321, 3324, 3325, 3326, 3331, 3341, 3342, 3344, 3345, 3346, 3348, 3349, 3351, 3352, 3354, 3355, 3356, 3358, 3361, 3362, 3363, 3365, 3366, 3373, 3378, 3380, 3381, 3382, 3383, 3384, 3385, 3386, 3387, 3388, 3389, 3393, 3397, 3398;
- 36xx: 3624, 3681;
- 37xx: 3715, 3720, 3721, 3724, 3725, 3726, 3731, 3741, 3742, 3745, 3746, 3748, 3751, 3752, 3754, 3761, 3762, 3763, 3765, 3768, 3778, 3780, 3782, 3783, 3784, 3785, 3786, 3787, 3788, 3789, 3791, 3793, 3798,
- 38xx: 3800

Campo Grande-distritos
- 3227 (Anhanduí)

Telecomunicação privada
| Tipo de telefone | Número de linhas | Operadoras                 |
| ---------------- | ---------------- | -------------------------- |
| Fixo residencial | 347.482          | Embratel, Vivo, Claro e Oi |
| Móvel celular    | 648.000          | Claro, Oi, Tim e Vivo      |

Telecomunicação pública
| Modalidade           | Número de linhas |
| -------------------- | ---------------- |
| Longa distância      | 4.872            |
| Internacionais       | 1.645            |
| Acessíveis 24h       | 4.633            |
| Cadeirantes          | 135              |
| Deficientes aditivos | 15               |
| Total geral          | 4.876            |